# هيو سنكلير (سياسي)
هيو سنكلير (بالإنجليزية: Hugh Sinclair)‏ هو سياسي أسترالي، ولد في 6 يونيو 1864 في أستراليا، وتوفي في 3 أغسطس 1926. حزبياً، نشط في حزب التجارة الحرة. وقد انتخب عضو مجلس النواب الأسترالي عن دائرة Division of Moreton ‏ (12 ديسمبر 1906 – 3 نوفمبر 1919).